# Heinrich von Reichenbach-Goschütz (1731–1790)
Heinrich Gustav Gottlob Graf von Reichenbach-Goschütz (* 26. November 1731 in Goschütz, Schlesien; † 11. März 1790 ebenda) war Freier Standesherr in Goschütz und Generalerbpostmeister von Schlesien.

## Leben

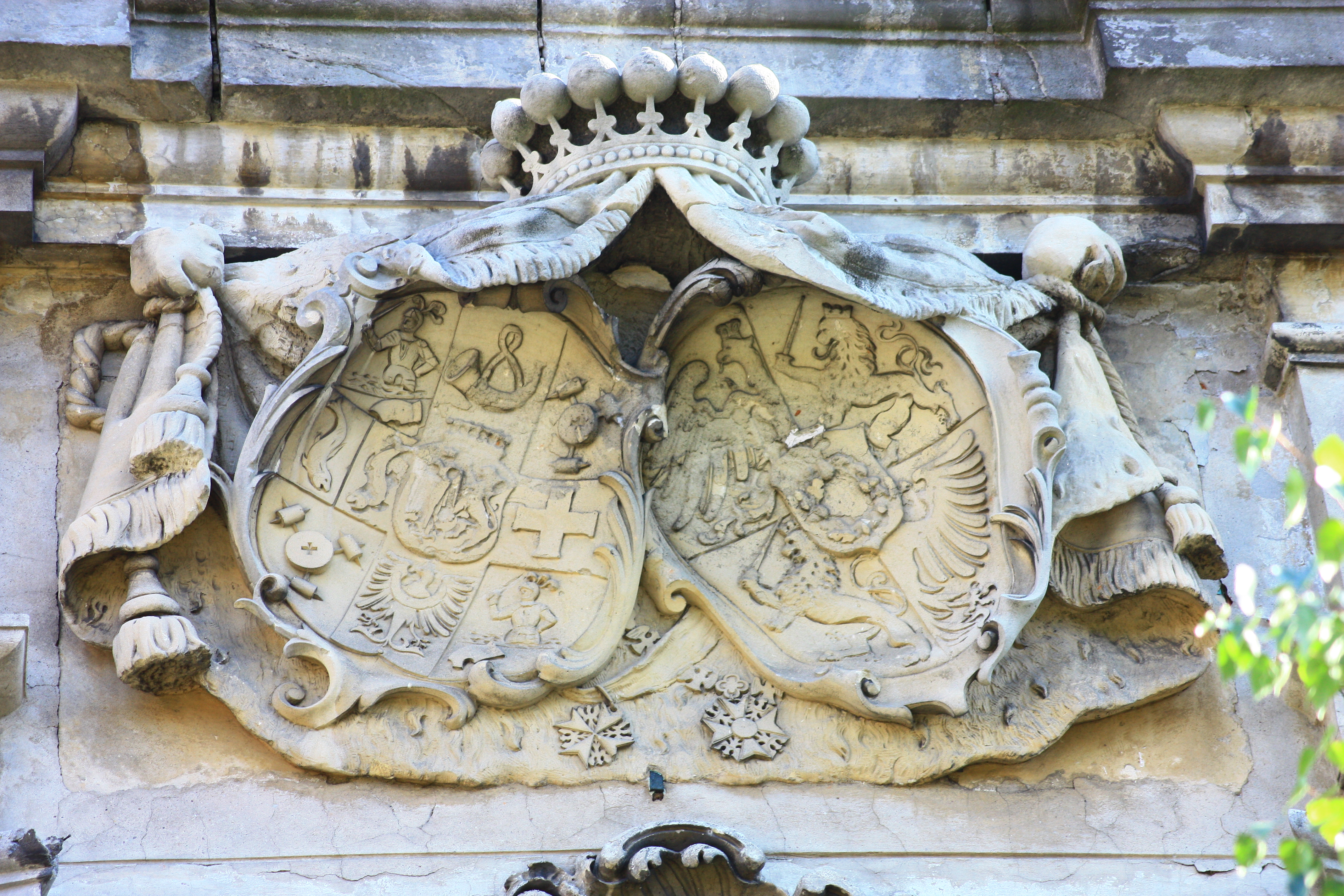
Wappen der Eltern im Schloss Goschütz

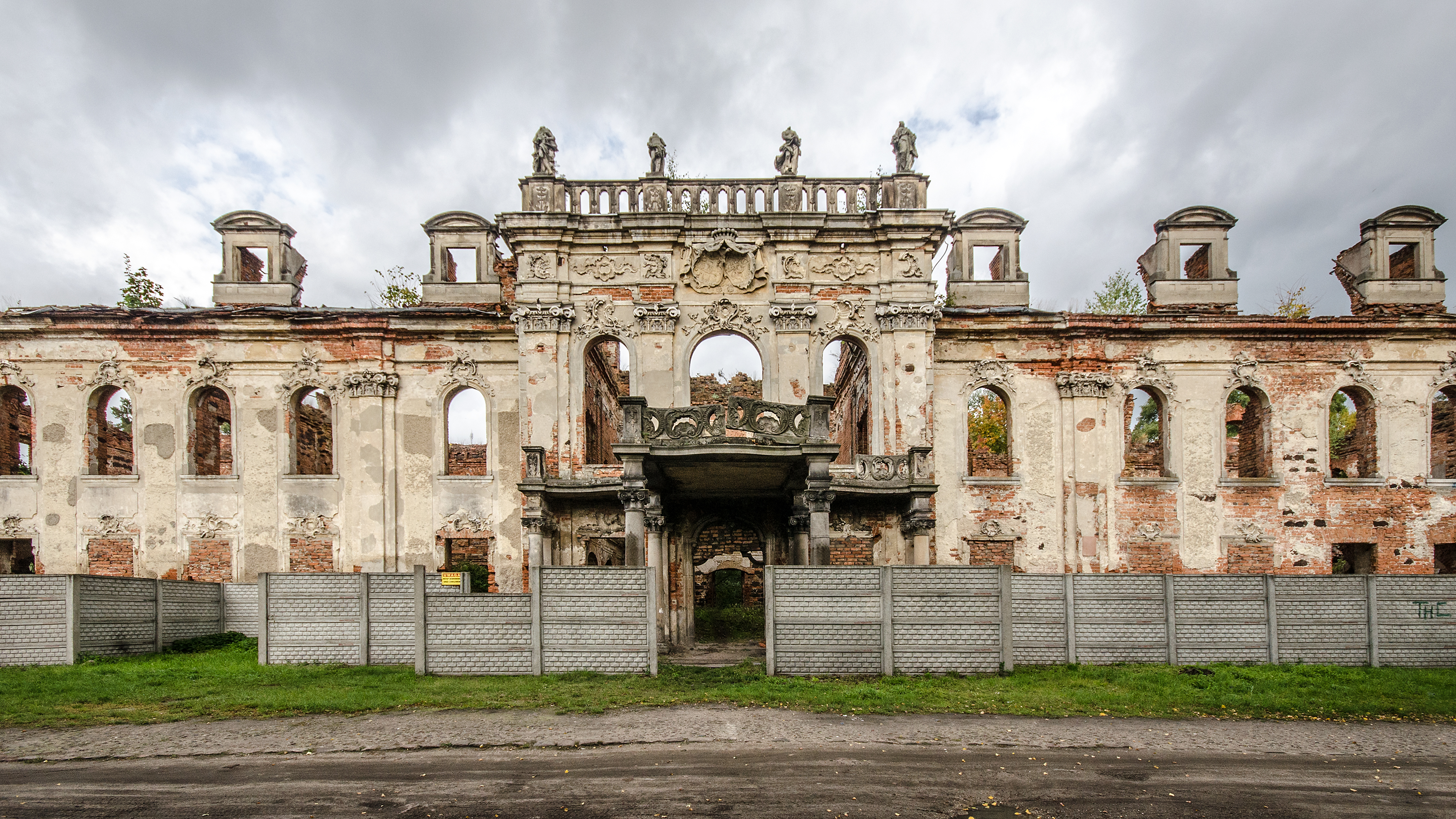
Die Ruine des Schlosses Goschütz (Foto: 2013)

Seine Eltern waren Graf Heinrich Leopold von Reichenbach (1705–1775), der erste Freie Standesherr in Goschütz und Generalerbpostmeister von Schlesien, und Helene von Solms-Wildenfels (1707–1735), Tochter des preußischen Generalmajors Heinrich Wilhelm zu Solms-Wildenfels-Laubach (1675–1741). Die Familie unterstand zunächst der Böhmischen Krone, erst im Ersten Schlesischen Krieg 1741 geriet die Herrschaft Goschütz unter die preußische Krone.
Mit dem Tod seines Vaters erbte er 1775 die Titel, sein Vater hatte die Herrschaft Goschütz bereits 1727 von Herzog Karl von Württemberg-Bernstadt (1682–1745) gekauft. Durch den Kauf wurde die Familie Reichenbach eine der größten Landbesitzer in Schlesien, insgesamt etwa 8245 Hektar (Größenvergleich: die Insel Föhr).
Sein Sohn Heinrich Leopold († 1816) erbte 1790 die Freie Standesherrschaft.

## Familie
Heinrich von Reichenbach-Goschütz heiratete am 30. Juni 1754 in Ebeleben Charlotte von Schwarzburg-Sondershausen (1732–1774), eine Tochter des Prinzen August I. von Schwarzburg-Sondershausen (1691–1750). Das Ehepaar hatte 15 Kinder:
- Sophie (1755–1797) – verheiratet ab 1770 mit Heinrich Leopold von Reichenbach-Goschütz (1733–1805), ein Onkel Sophies
- Friederike (1756–1757)
- Sophie Caroline Henriette (1757–1799) – verheiratet ab 1781 mit Erdmann von Roedern (1742–1820)
- Friederike Charlotte (1759–1841) – verheiratet ab 1784 mit Friedrich Wilhelm von Götzen (1734–1794), Gouverneur der Grafschaft Glatz
- Christine (1760–1814) – verheiratet ab 1784 mit Carl von Reichenbach-Goschütz (1746–1828), ein Onkel Christines
- Wilhelmine (1761–1773)
- Friedrich Wilhelm (1762–1773)
- Heinrich Carl Leopold (*/† 1763)
- Friedrich (1766–1768)
- Charlotte (1767–1817) – verheiratet ab 1792 mit Otto von Burghauß (1765–1840)
- Heinrich Leopold (1768–1816), Freier Standesherr in Goschütz – verheiratet ab 1793 mit Johanna zu Solms-Baruth (1776–1840), Tochter von Johann Christian II. zu Solms-Baruth (1733–1800)
- Luise (1770–1777)
- Heinrich Joachim Carl (*/† 1771)
- Christoph (1772–1845), preußischer Oberstleutnant – verheiratet ab 1816 mit Elisa von Reichenbach-Goschütz (1795–1871), eine Tochter seines Bruders Heinrich Leopold
- Heinrich Wilhelm (1774–1777)

Da seine erste Ehefrau im Wochenbett 1774 starb, heiratete Heinrich von Reichenbach-Goschütz – auch wegen der Vielzahl unmündiger Kinder – am 28. Mai 1776 in Rochsburg Karoline von Schönburg-Rochsburg (1752–1818), Tochter von Heinrich Ernst von Schönburg-Rochsburg (1711–1778). In der zweiten Ehe wurden noch fünf weitere Kinder geboren:
- Heinrich (1777–1855) – verheiratet ab 1807 mit Emilie von Reuß-Köstritz (1787–1854), eine Tochter des bayerischen Oberst Heinrich XLVIII. von Reuß-Köstritz (1759–1825)
- Luise (1780–1856) – verheiratet mit Constantin von Wartensleben (1780–1851), k.u.k. Kämmerer, Sohn des preußischen Generalleutnants Leopold Alexander von Wartensleben (1745–1822)
- Caroline (1783–1809) – verheiratet mit Joseph von Schlichten († 1844)
- Friedrich (1785–1847)
- Henriette (1786–1787)